# Los Picaos de San Vicente de la Sonsierra

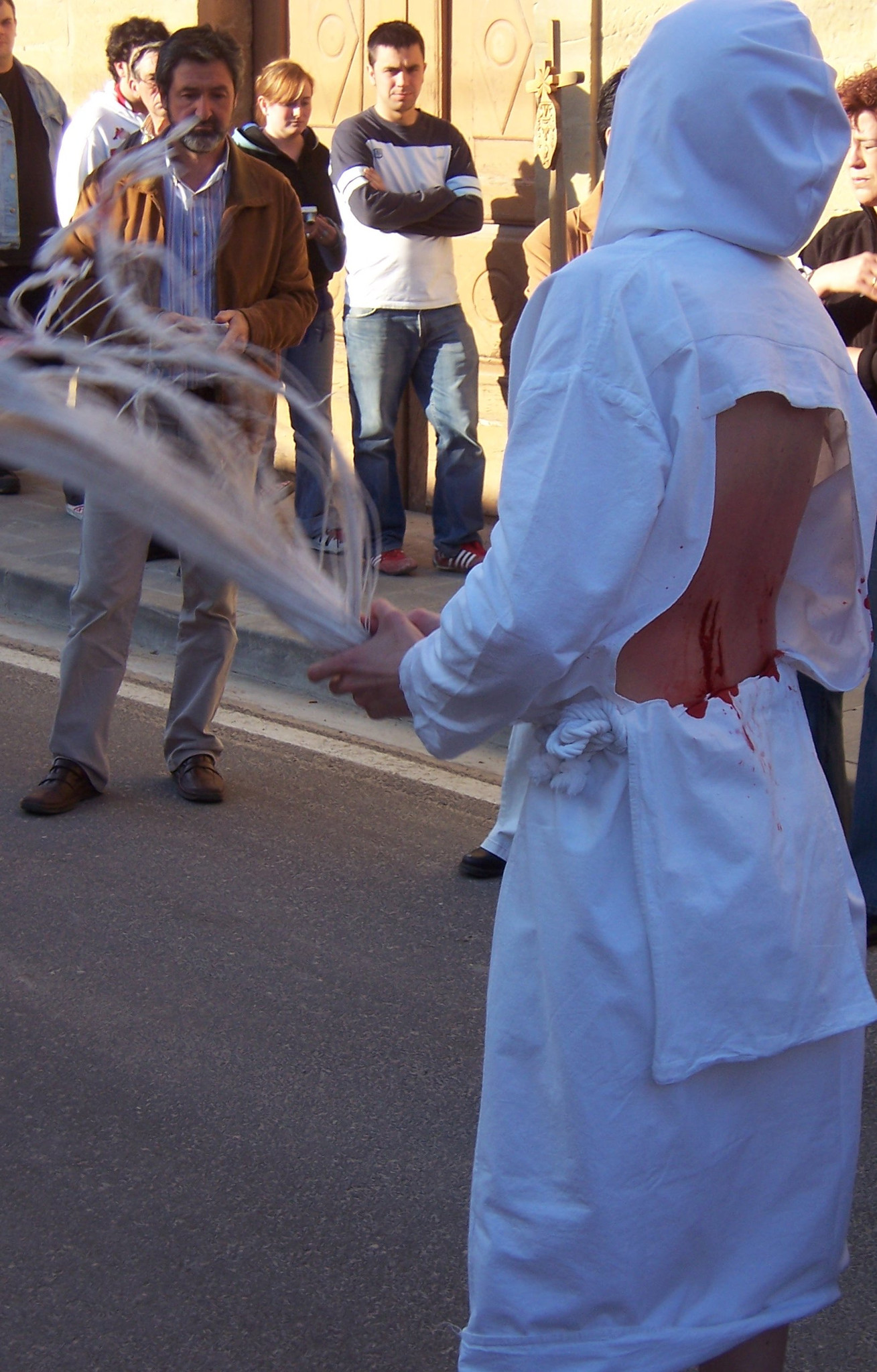
Golpeándose tras haber sido picado.

Los Picaos son una penitencia de la religión cristiana, profesada en la actualidad únicamente en la localidad de San Vicente de la Sonsierra, en La Rioja (España). Se realiza durante procesiones y Viacrucis. Consiste en la autoflagelación de la espalda, de un grupo de personas como acto de fe y de forma voluntaria, denominados disciplinantes, mediante el golpeo continuado con una madeja.
El 17 de febrero de 2005 el Ministerio de Industria, Turismo y Comercio de España concedió el título de Fiesta de Interés Turístico Nacional para los días Jueves y Viernes Santo.

## Historia

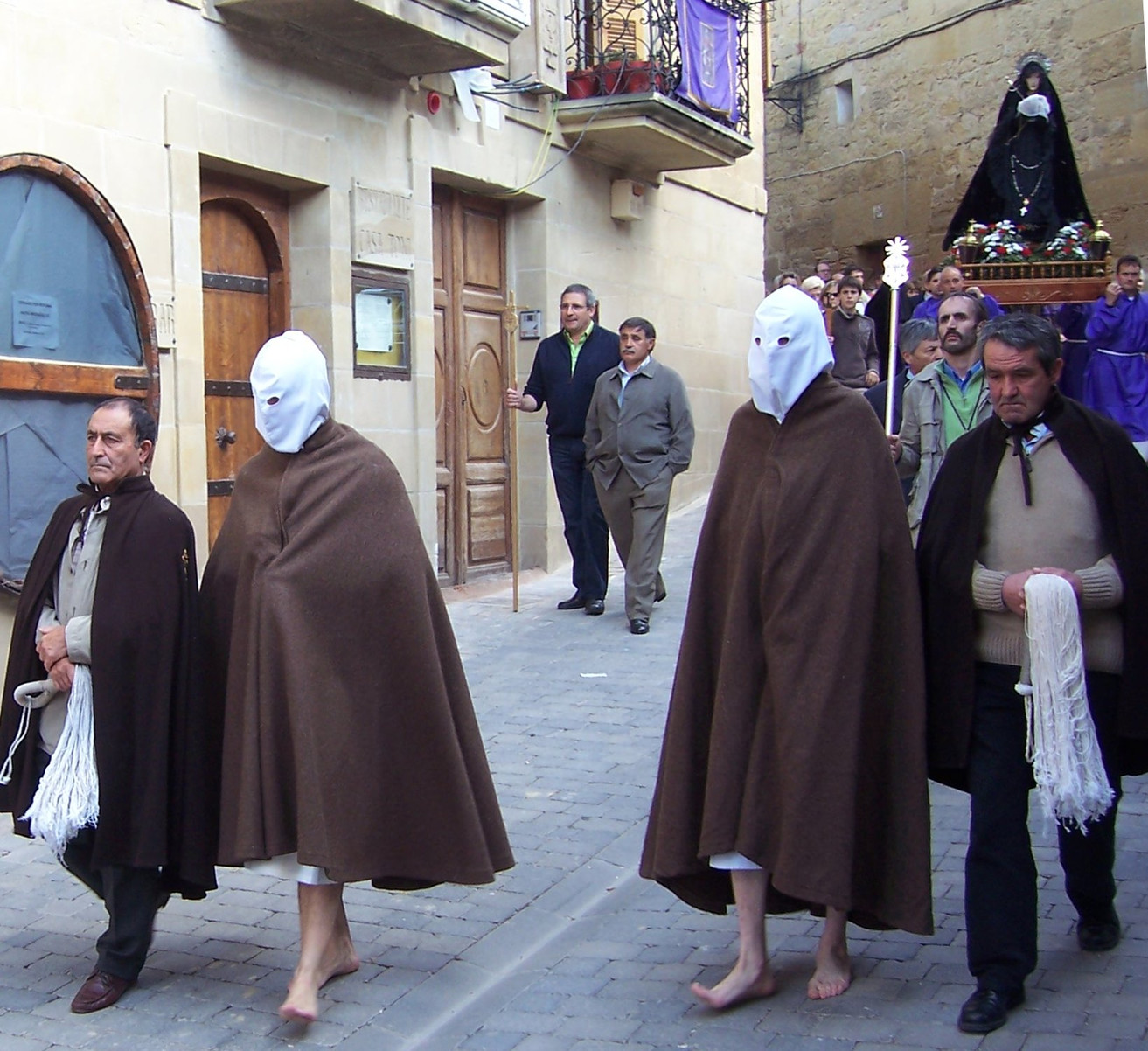
Disciplinantes con sus ayudantes al comienzo de la procesión

Se cree que la tradición comenzó a finales del siglo XV o principios del XVI. Desde que se tiene constancia ha estado ligada a la Cofradía de la Santa Vera Cruz de la localidad.
El 20 de marzo de 1799 se intentó suprimir esta costumbre sin éxito, ya que seguía practicándose de forma privada.
El clero de España le tenía gran veneración, recibiendo indulgencias.
En 1998 recibió la categoría de Interés Turístico Regional. En enero de 2004 comenzaron los trámites para la obtención de la categoría de Interés Turístico Nacional, consiguiéndolo en febrero de 2005.

## Cofradía de la Santa Vera Cruz de San Vicente
La organización de los actos que conlleva esta tradición, son gestionados desde sus inicios por la Cofradía de la Santa Vera Cruz. No se sabe la fecha exacta de fundación. El 19 de junio de 1551 fueron presentados sus estatutos, donde se recogía la tradición existente hasta entonces.
Muchos disciplinantes se pinchan delante de la Dolorosa, aunque hay otros que lo hacen delante del Ecce Homo (procesión del Jueves Santo), delante de la Santa Cena (Jueves Santo), delante de los Azotes (Jueves Santo), delante de las Negaciones del Gallo (Jueves Santo), delante de la Magdalena (Viacrucis), delante del Cirineo (Viacrucis) o delante del Santo Sepulcro (Viernes Santo a la tarde).
Su sede se encuentra en la ermita de San Juan de la Cerca.

## Disciplinantes

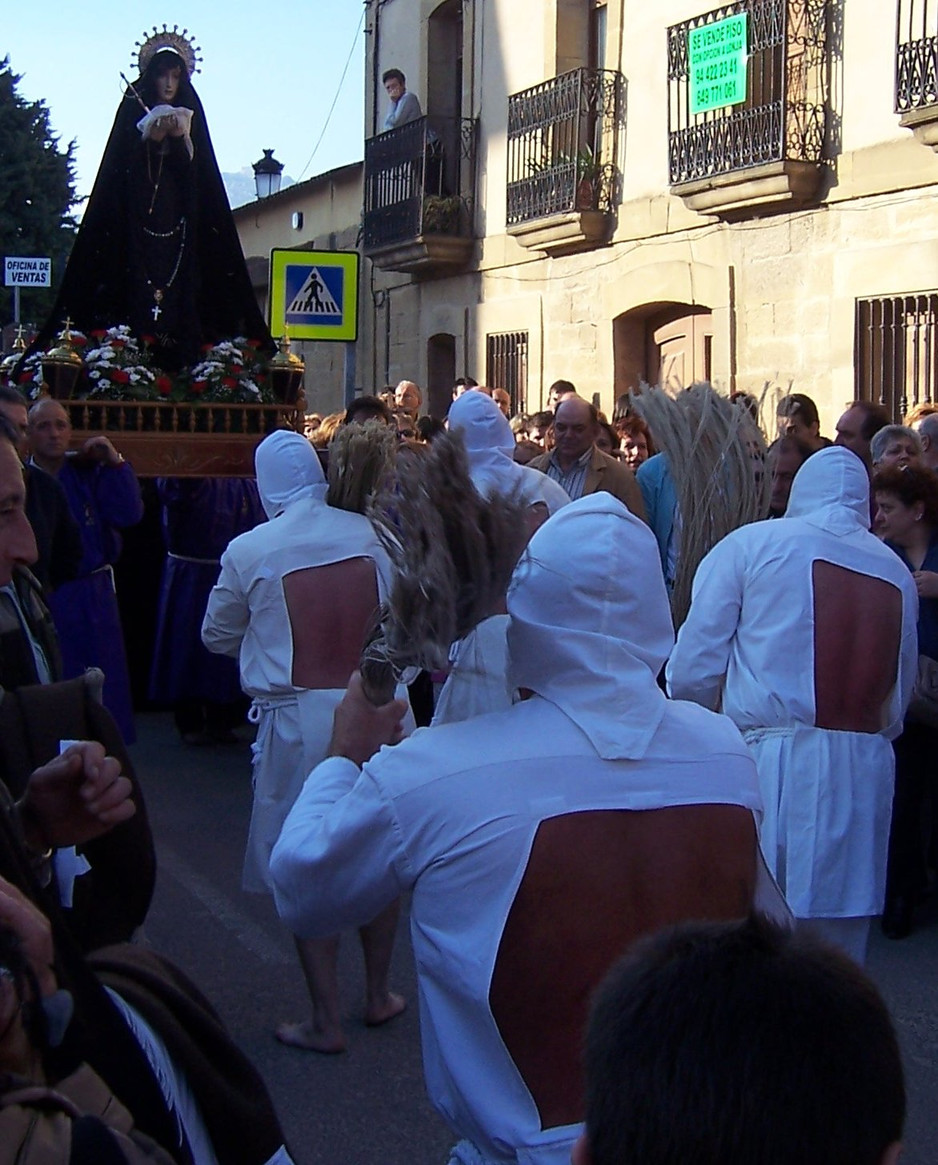
Disciplinantes golpeándose frente a la Virgen.

Los voluntarios que desean someterse a esta penitencia, deben cumplir los requisitos de ser mayor de edad, varón y que un sacerdote acredite su condición de cristiano y su buena fe.
La cofradía asigna a cada disciplinante un cofrade, para que le ayude y acompañe durante la penitencia.
En todo momento se mantienen el anonimato de estas personas.
La mayoría son gente del pueblo o descendientes, aunque algunos no tienen ninguna relación con éste y cada uno ha encontrado sus motivos para decidir hacer esta penitencia.

## Vestimenta
Los disciplinantes visten:
- Túnica blanca hasta la rodilla, con abertura por la espalda.
- Un cíngulo blanco atado a la cintura.
- Capucha blanca con agujeros en los ojos.
- Capa parda con una cruz blanca.

## Disciplina

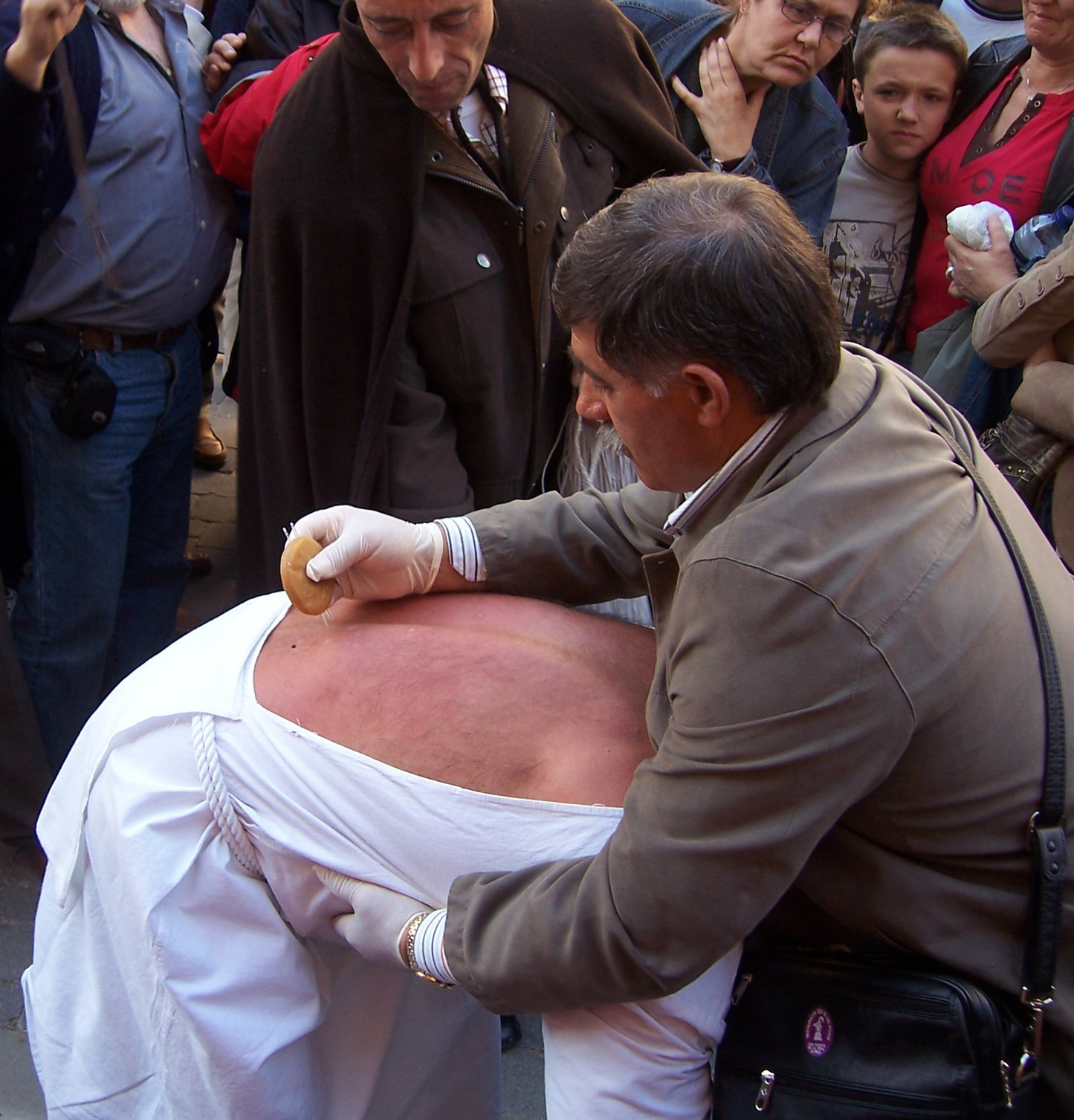
El práctico picando a un disciplinante.

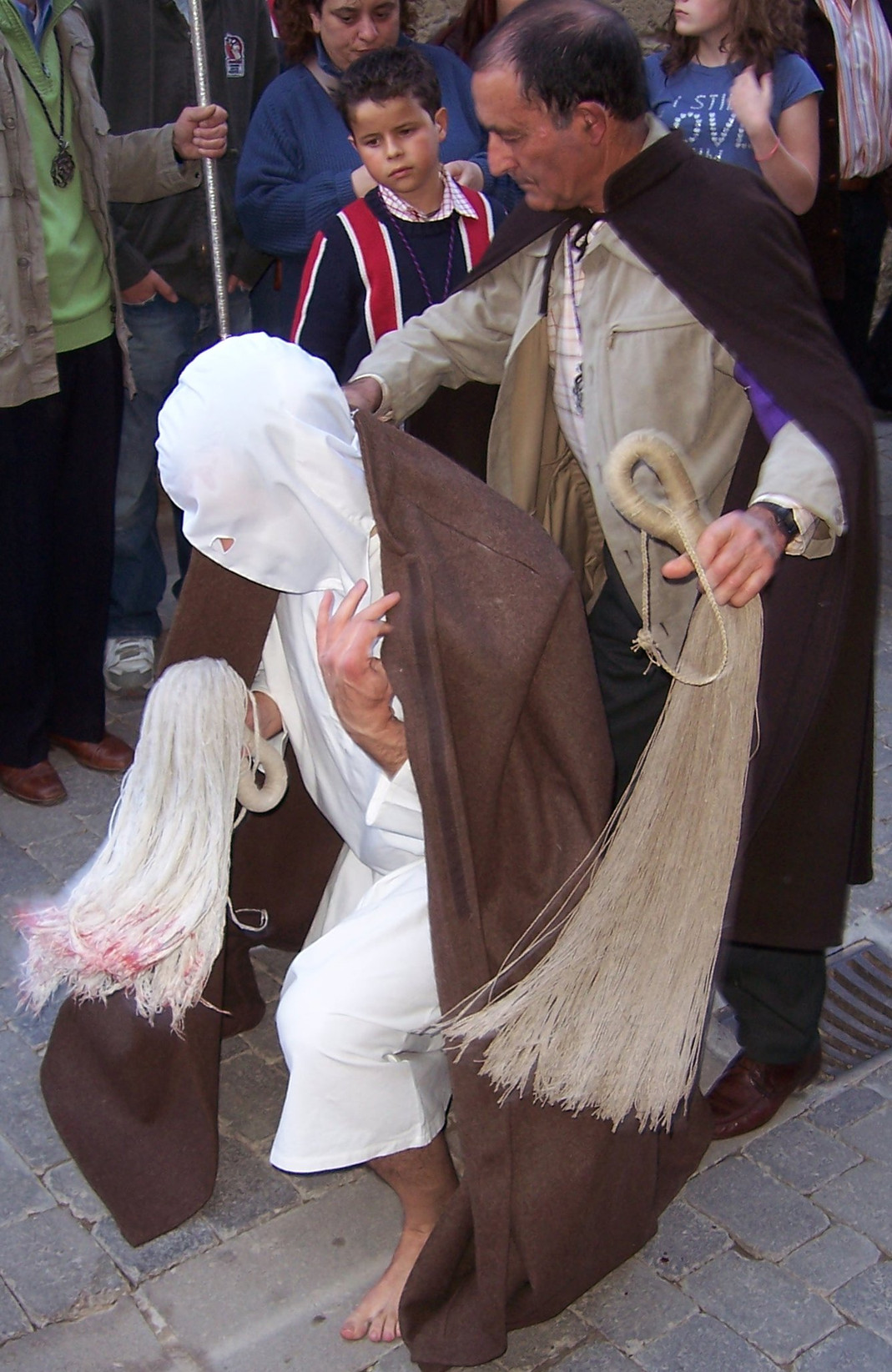
Disciplinante tras finalizar.

Durante las procesiones, cada disciplinante elegirá en qué momento desea realizar la ofrenda, momento en el que se arrodillará, rezará una oración y tras ponerse en pie, su acompañante le retirará la capa y le dejará la espalda al descubierto. Con una madeja de algodón sujeta con ambas manos, irá propinándose golpes secos en la espalda, al arremeterla fuertemente por encima de los hombros, cada vez por un lado del cuello de forma rítmica.
El acompañante y el práctico (persona encargada de aliviar las heridas) decidirán cuando debe dejar de golpearse, al empezar a divisar pequeños hematomas. No hay un tiempo estipulado, pero suele ser entre diez y veinte minutos, conllevando hasta mil golpes. El práctico "picará" tres veces ambos lados de la zona lumbar de la espalda, mediante un utensilio denominado "esponja", que consiste e una bola de cera virgen con seis cristales incrustados de dos en dos, por lo que recibirá doce pinchazos simbolizando el número de apóstoles. Tras esto el disciplinante se golpeará unas pocas veces, para que la sangre que pueda haberse acumulado en la zona, pueda escapar y así evitar problemas posteriores.
Una vez finalizado, el ayudante le volverá a cubrir la espalda y le colocará la capa para dirigirse a la sede de la cofradía donde un practicante especialista le curará las posibles heridas con agua de romero y una crema cuya composición es secreta y pasa de generación en generación.